# Талаттозухии
Талаттозухии (лат. Thalattosuchia) — древняя группа вымерших мезозойских морских крокодиломорф, известная с нижней юры. Они представляли собой эволюционную ветвь, весьма рано обособившуюся от остальных представителей этой группы.

## Общие морфологические особенности
Талаттозухии обладали очень длинной мордой, в которой верхние челюсти соединяются срединным швом. Носовые кости короткие, задневисочное отверстие широкое, сохраняется маленькое предглазничное окно, которое может иногда, впрочем, и утрачиваться. Заглазничная дуга расположена под кожей, поверхностно. Ямчатая скульптура костей черепа, характерная для мезозухий и эузухий, у талаттозухий выражена слабо. Основание черепа и птеригоиды расположены горизонтально. Ретроартикулярный отросток длинный. Конечности, особенно передние, укорочены.
О раннем ответвлении талаттозухий от остальных крокодиломорфов свидетельствуют вышеописанные положение и строение предглазничного окна, заглазничной дуги и задневисочного отверстия.

## Систематика
По Фраасу, к данному подотряду относились только специализированные беспанцирные «морские крокодилы» семейства Metriorhynchidае, но кладистический анализ, проведённый Кларком в 1986 году, показал их родство с более примитивными панцирными морскими крокодиломорфами семейства Teleosauridae. Тем не менее, семейства талаттозухий существенно отличаются друг от друга, что вызывает сомнения в генетическом единстве группы.

### Телеозавриды
Семейство телеозаврид (Teleosauridae), менее приспособленные к морской жизни, обитали в прибрежных морях, были одеты в панцирь: на спине — из разросшихся парамедианных пластинок, на брюхе — из мозаики разделённых швами относительно небольших костных пластинок. Телеозавриды плавали с помощью движений хвоста, укороченные передние конечности не были преобразованы в ласты. Морда была сильно удлинена, как у современных гавиалов, возможно, в связи с питанием относительной мелкой добычей в воде.
Известно более 10 родов телеозаврид, главным образом, из юры Западной Европы, но самый распространённый род стенеозавр (Steneosaurus) встречался также в нижней юре Южной Америки и Мадагаскара, а род Machimosaurus указан также и для нижнего мела Западной Европы. Отливка эндокрания Steneosaurus отражает их большое сходство по форме головного мозга с современными крокодилами, но большая ширина внутричерепных вен, возможно, связана с трудностями мозгового кровообращения при нырянии.
Телеозавриды достигали обычно в длину 3-4 м, но у раннемелового Machimosaurus общая длина достигала 7,15 м. Этот крокодиломорф отличался также уплощёнными щёчными зубами. У «многозубого» рода Teleosaurus общее число зубов в челюстях достигало 200.

### Метриоринхиды

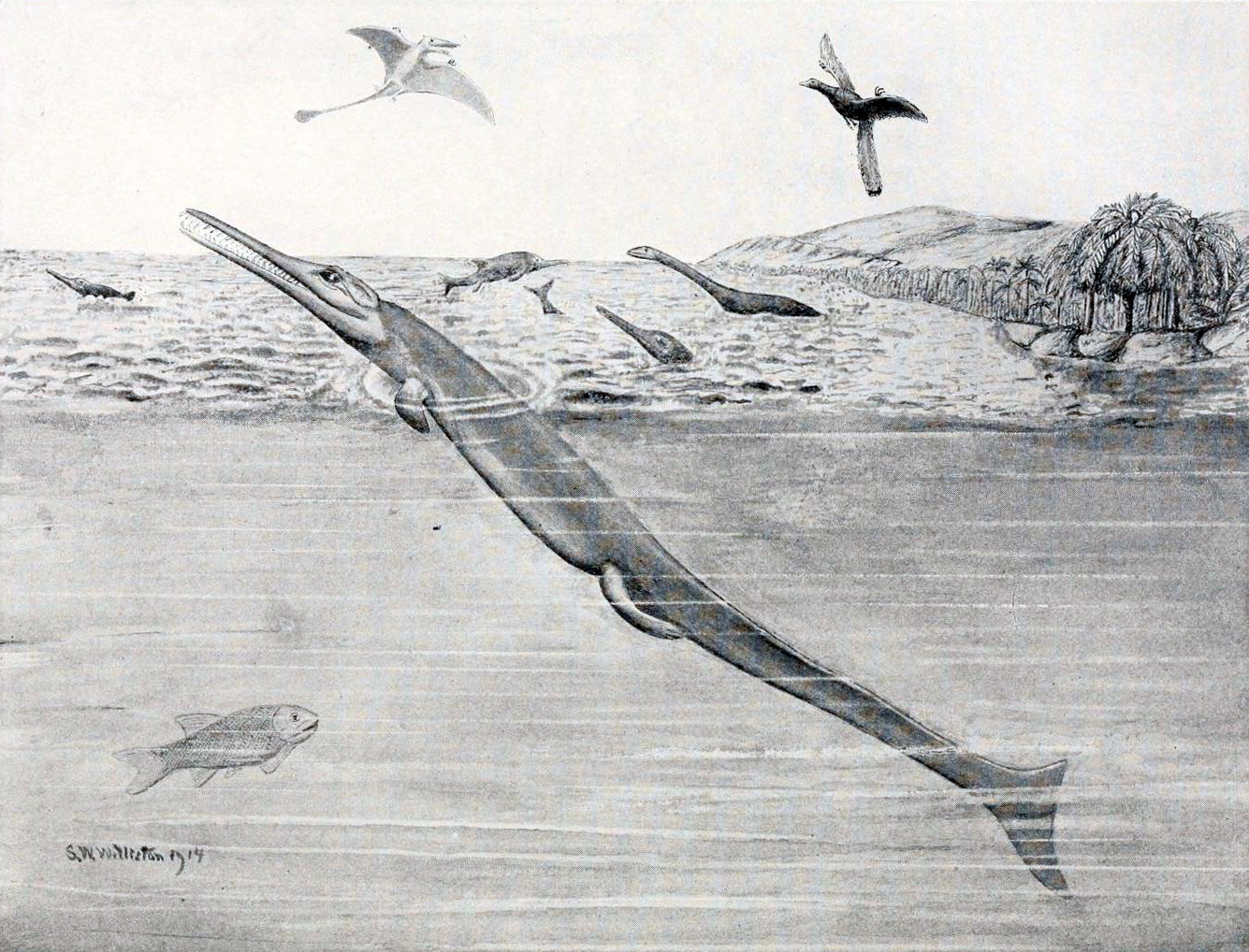
Старая реконструкция морского крокодиломорфа Geosaurus

Семейство метриоринхид (Metriorhynchidае) — наиболее специализированные морские крокодиломорфы, полностью утратившие панцирь, за исключением раннеюрского Pelagisaurus, сохранявшего его остатки; очевидно, это животное представляло собой связующее звено между метриоринхидами и телеозаврами. Шея несколько укорочена — на 1—2 сегмента по сравнению с современными крокодилами; хвост, как у ихтиозавров, обратногетероцеркальный, с изгибом в последней четверти; передние конечности ластовидные, с сильно укороченным предплечьем. Позвоночник кзади согнут вентрально, чтобы поддерживать крупный хвостовой плавник, общее число предкрестцовых позвонков увеличивается до 26. Из черепных костей скульптура хорошо выражена только на предлобной кости, предглазничное окно обычно утрачено. Метриоринхиды меньше телеозаврид, их длина обычно не превышает 1,5—2,5 м. Хотя, крупнейшие представители, адаптированные к активной охоте на крупных животных, вырастали до более чем 6,7 метров (плезиозух). Географическое расселение метриоринхид и изменения их разнообразия в зависимости от температуры и уровня моря, свидетельствует о высоком уровне обмена веществ и, возможно, теплокровности представителей данной группы.
Описано не более 10 родов метриоринхид. Из нижней юры происходит лишь Pelagisaurus, остальные же метриоринхиды известны лишь из средней и верхней юры и нижнего мела. За пределами Западной Европы обнаружены только Purranisaurus и Geosaurus из верхней юры Аргентины.